# До (Берковичи)
До (серб. До / Do) — село в общине Берковичи Республики Сербской Боснии и Герцеговины. Население составляет 34 человека по переписи 2013 года.